# Неохим
„Неохим“ АД е българско предприятие за производство на азотни торове в Димитровград.
Открито е през 1951 година като Химически комбинат „Сталин“, един от големите проекти на кампанията за индустриализация в първите години на тоталитарния комунистически режим. През 1996 – 2000 година на няколко етапа е приватизирано, като е придобито от мениджмънта, начело с директора Димитър Димитров. „Неохим“ е най-голямото предприятие в област Хасково, както и вторият от двата големи производителя на азотни торове в страната след „Агрополихим“ в Девня. Към 2024 година има около 690 служители и обем на продажбите от 273 милиона лева.